# Pico vs. Uberkids
Pico vs. Uberkids es un videojuego spin-off basado en el juego Piedra, papel o tijera desarrollado por el mismo creador del videojuego y publicado en el año 2000. Trata sobre un combate de ruleta con Uberkids.

## Sinopsis
En el aula de Pico, el profesor dice que había 3 niños que eran hermanos gemelos del uber (un subgénero de personaje del juego), uno que se llama Ubersam, otro que se llama Uberfred y otro último que se llama Uberjon (Sam, Fred y Jon), y ellos estaban para hacer un dúo con Pico, Darnell y Nene. En ese momento, el profesor dice que el huérfano (Pico) diga de qué sea el dúo, y Pico dice que sea "Piedra, papel o tijera", el profesor dice que es una gran idea y comienza su especulación, llamándolo "Rock Paper Scissors Roulette" (en español, Ruleta de Piedra Papel Tijera).

## Jugabilidad
El objetivo del juego es vencer a los Uberkids - Uberjon, Ubersam y Uberfred - en Rock Paper Scissors Roulette. Como era de esperar, esta es una combinación de piedra, papel, tijera y el mortal juego de la ruleta rusa. Cada ronda implica jugar Rock Paper Scissors con uno de los Uberkids. Quien pierda la partida de Piedra, Papel y Tijera tiene que probar suerte con el revólver y esperar que el martillo no caiga en una recámara llena y le vuele la cabeza.
Cada vez que comienza una ronda, el revólver tiene una probabilidad entre seis de dispararse. La cámara no se vuelve a girar entre turnos, por lo que la posibilidad de recibir la bala fatal aumenta a medida que avanza la ronda, hasta que uno de los estudiantes o uno de los Uberkids muere, y luego el siguiente estudiante y Uberkid se enfrentan. El mejor dos de tres gana el juego.